# Bressay Kirk

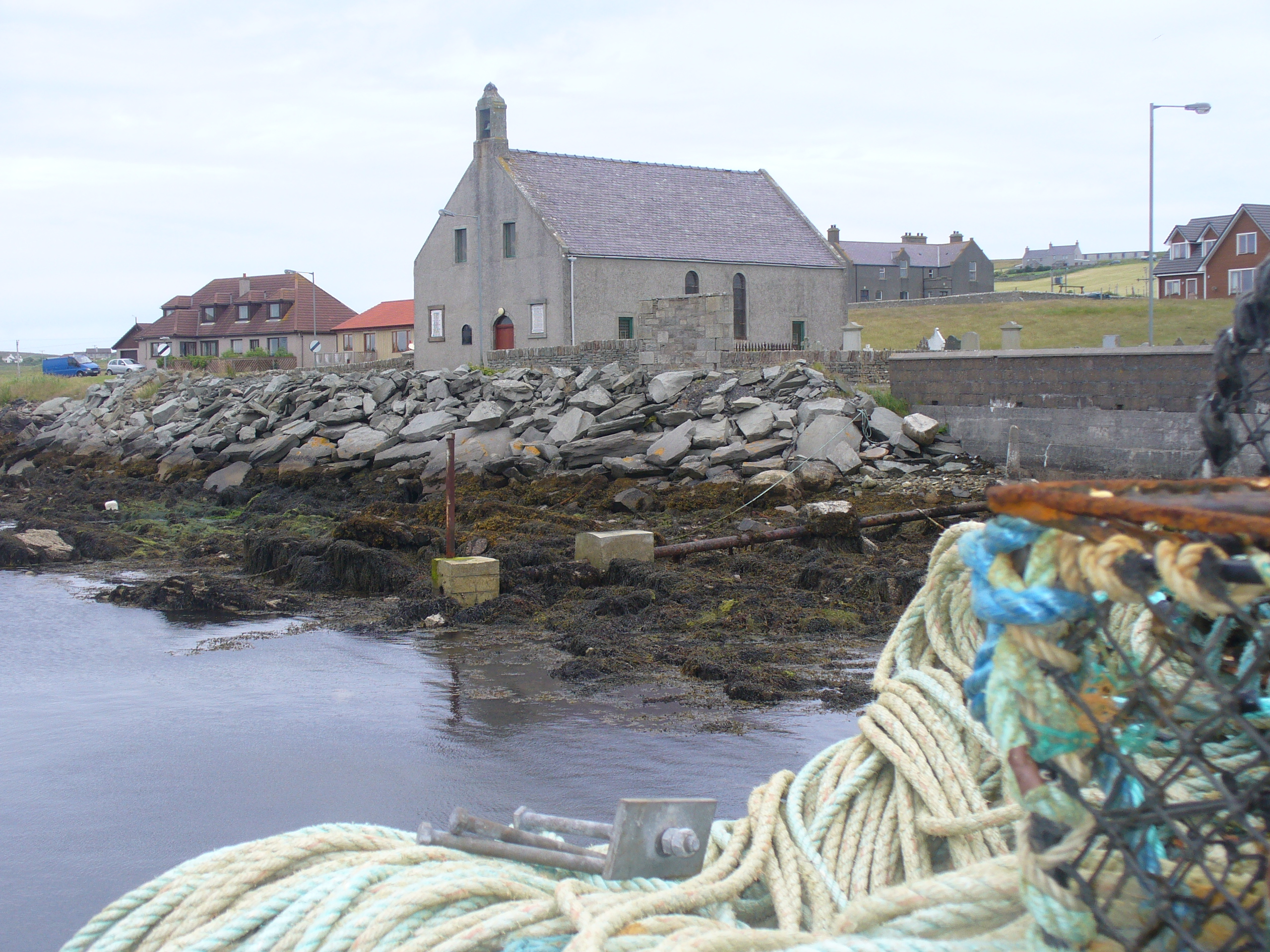
Bressay Kirk

Die Bressay Kirk ist ein Kirchengebäude der presbyterianischen Church of Scotland auf der schottischen Shetlandinsel Bressay. Es liegt an der Westküste der Insel nahe dem Bressay Sound. 1977 wurde die Bressay Kirk in die schottischen Denkmallisten in der Kategorie B aufgenommen. Die Kirche ist heute noch als solche in Verwendung.

## Geschichte
In früheren Jahrhunderten existierten drei Kapellen auf Bressay. Diese wurden 1722 durch eine Kirche am Standort des heutigen Gebäudes ersetzt. Die heutige Bressay Kirk wurde zwischen 1809 und 1814 erbaut. Sie zählt damit zu den frühesten Kirchenbauten aus dem 19. Jahrhundert auf den Shetlandinseln.

## Beschreibung
Die Bressay Kirk ist schlicht gehalten und weist einen länglichen Grundriss auf. Die zweiflüglige, hölzerne Eingangstür befindet sich straßenseitig in westlicher Richtung. Sie ist von der Fassadenmitte nach rechts versetzt. Beiderseits der Türe sind marmorne Gedenktafel für Kriegsopfer vertieft eingelassen. Darüber sind zwei einfach Fenster verbaut, die wie alle Fenster am Gebäude von Faschen aus Sandstein eingerahmt sind. Auf dem Giebel sitzt ein kleiner, offener Glockenturm auf. An der Südseite befinden sich zwei einfache Rundbogenfenster. An der Nordseite ist links der Mitte eine Eingangstüre zu finden; darüber zwei Fenster. An der Nordseite schließt ein kleiner Andachtsraum an. Alle Fassaden sind traditionell mit Harl verputzt.